# Teodoro Bigi
Teodoro Bigi (Reggio nell'Emilia, 5 luglio 1912 – Parma, 22 luglio 2012) è stato un politico, partigiano e sindacalista italiano.

## Biografia
Orfano di guerra dall'età di tre anni, è attivo dagli anni venti come antifascista nella zona del reggiano. Nel 1931 si iscrive al Partito Comunista d'Italia, e nel 1933 subisce la prima di molte incarcerazioni che si susseguiranno negli anni. Nel 1935 viene confinato sull'Isola di Ventotene prima e poi a Pisticci. Scontata la condanna assolve agli obblighi di leva nel Regio Esercito a Latisana.
Dopo l'Armistizio nel 1943, rientra nel suo paese natale per aderire alla Resistenza, col nome di "Primo". Trasferitosi a Parma, viene nominato commissario della brigata Garibaldi della città.
Al termine del conflitto diventa sindacalista della CGIL. Viene eletto nelle file del Partito Comunista Italiano nella II, III e IV legislatura, dove subentra come primo dei non eletti al defunto Luciano Romagnoli, alla Camera dei deputati, restando in carica dal 1953 al 1968.